# Enochrus bicolor
Enochrus bicolor is een keversoort uit de familie van de waterkevers (Hydrophilidae). De wetenschappelijke naam van de soort is voor het eerst geldig gepubliceerd in 1792 door Fabricius.